# Leiopotherapon unicolor
Leiopotherapon unicolor és una espècie de peix pertanyent a la família dels terapòntids.
És un endemisme d'Austràlia.
Pot arribar a fer 31 cm de llargària màxima.
És un peix d'aigua dolça i salabrosa, demersal, potamòdrom i de clima temperat (15 °C-30 °C). És capaç de sobreviure a les sequeres estivant en el fang humit del fons de basses efímeres.
És omnívor i la seua dieta inclou insectes, crustacis, mol·luscs i plantes.
És depredat per Scleropages jardinii.
La reproducció ocorre durant les nits d'estiu (a partir del mes de novembre) i quan la temperatura de l'aigua assoleix els 20º-26 °C. Els exemplars d'aquesta espècie pugen els rius amunt per a fresar als llacs i estanys de substrats tous i poc fondos. Els ous desclouen al cap de dos dies i el desenvolupament larvari es completa en uns 24 dies.
És inofensiu per als humans.